# Smooth (canção)
"Smooth" é uma canção da banda de rock americana Santana com participação do músico Rob Thomas. É a quinta faixa e primeiro single do álbum Supernatural (1999), sendo lançada em 29 de junho de 1999. A canção foi escrita por Itaal Shur e Thomas, produzida por Matt Serletic e executada por Thomas. Nos Estados Unidos, ficou no topo da Billboard Hot 100 por 12 semanas; foi o sucesso número um final da década de 1990 e o primeiro hit número um dos anos 2000. "Smooth" é a única canção a aparecer nas paradas de Fim de Ano da Billboard de duas décadas distintas; em 2018, "Smooth" foi classificada como a segunda música de maior sucesso de todos os tempos pela Billboard. Ganhou o Prêmio Grammy de 2000 nas categorias de "Gravação do Ano", "Canção do Ano" e "Melhor Colaboração Pop com Vocais". A canção alcançou o topo do ranking no Canadá e o Top 10 na Austrália, Áustria, Irlanda e Reino Unido.

## Antecedentes e escrita
A canção foi originalmente concebida por Shur como uma canção denominada de "Room 17". A letra foi retirada e a faixa foi dada a Rob Thomas — na qual reescreveu a letra e a melodia, rebatizando-o como "Smooth" —, gravando a música como um demo para tocar à Santana. Depois de ouvi-la, Santana decidiu que Thomas gravaria a versão final. Matt Serletic produziu a canção, sendo lançada a partir do álbum Supernatural, de Santana. Thomas originalmente tinha George Michael em mente para cantar a música.

## Legado
Na categoria das "100 Canções mais Populares de Todos os Tempos" da revista Billboard, "Smooth" foi classificada como a segunda no ranking geral — atrás apenas da canção "The Twist" (1958), por Chubby Checker —, e de número 1 da história do rock nas paradas.
No século XXI, principalmente em 2016, a música tornou-se o assunto de vários memes de internet. Escrevendo para a MTV, a jornalista Sasha Geffen comparou a situação a ressurgimentos semelhantes das canções "All Star" (1999) do Smash Mouth e "One Week" (1998) do Barenaked Ladies, passando a atribuir a popularidade da música "aos méritos de seu absurdo vocal", acrescentando: "há algo ridículo sobre o quão ansioso Rob Thomas coloca seu sério canto de rock alternativo sobre a guitarra de Santana, transpirando versos sobre como seu 'Spanish Harlem Mona Lisa' é 'igual ao oceano sob a lua' sem sugestão de autoconsciência ou ironia." Em 2017, Tanya Sichynsky do The Washington Post, opinou de forma semelhante: "A letra de abertura 'Man, it’s a hot one' — que Shur confirmou que foi escrito por um Rob Thomas da Matchbox Twenty — é uma piada que não requer configuração."

## Lista de faixas
1. "Smooth" (Radio Edit) – 4:00
2. "El Farol" – 4:59

## Paradas musicais
| País/Parada (1999–2000)                            | Melhor posição |
| -------------------------------------------------- | -------------- |
| Austrália (ARIA)                                   | 4              |
| Áustria (Ö3 Austria Top 75)                        | 9              |
| Bélgica (Ultratop 50 de Flandres)                  | 30             |
| Canadá (RPM Top Singles)                           | 1              |
| Canadá (RPM Adult Contemporary)                    | 1              |
| Canadá (RPM Rock/Alternative)                      | 1              |
| Croácia (HRT)                                      | 2              |
| Europa (European Hot 100 Singles)                  | 10             |
| Finlândia (Suomen virallinen lista)                | 12             |
| França (SNEP)                                      | 15             |
| Alemanha (Offizielle Deutsche Charts)              | 21             |
| Grécia (IFPI Grécia)                               | 2              |
| Islândia (Íslenski listinn)                        | 31             |
| Irlanda (IRMA)                                     | 3              |
| Países Baixos (Dutch Top 40)                       | 37             |
| Países Baixos (Single Top 100)                     | 40             |
| Nova Zelândia (Recorded Music NZ)                  | 18             |
| Portugal (AFP)                                     | 5              |
| Escócia (Scottish Singles Chart)                   | 2              |
| Suíça (Schweizer Hitparade)                        | 18             |
| Reino Unido (UK Singles Chart)                     | 3              |
| Estados Unidos (Billboard Hot 100)                 | 1              |
| Estados Unidos (Billboard Adult Alternative Songs) | 1              |
| Estados Unidos (Billboard Adult Contemporary)      | 11             |
| Estados Unidos (Billboard Adult Top 40)            | 1              |
| Estados Unidos (Billboard Alternative Airplay)     | 24             |
| Estados Unidos (Billboard Mainstream Rock)         | 10             |
| Estados Unidos (Billboard Mainstream Top 40)       | 1              |
| Estados Unidos (Billboard Rhythmic)                | 23             |
| País/Parada (2019)                                 | Melhor posição |
| Polónia (Polish Airplay Top 100)                   | 100            |